# 박현민 (그림책작가)
박현민(1986년 5월 24일~)은 대한민국의 그림책작가이다. 대표작으로는 《엄청난 눈》, 《얘들아 놀자》, 《빛을 찾아서》, 《도시비행》이 있다.

## 생애
그는 1986년 서울에서 태어났다. 그는 2020년 브루노 무나리와 레미 찰립의 책에서 흰 종이를 흰 눈으로 치환하는 아이디어에 영감을 받아 만든 책 《엄청난 눈》으로 데뷔하였다. 그가 가장 관심있는 대상은 틀과 물리적인 책 그 자체이며 책의 물성을 강조하는 작업을 하고 있다. 그는 작품에서 네거티브 공간(배경)을 메인으로 보여주며 그 빈 공간을 독자가 각자의 틀로 채워넣게 하고 그 틀을 부수면서 생기는 유희와 통찰을 좋아한다. 대표작으로는 《엄청난 눈》, 《얘들아 놀자》, 《빛을 찾아서》, 《도시 비행》, 《하얀 개》, 《진정한 친구가 되는법》, 《개굴개굴 고래고래》, 《엄청난 소똥구리》 등이 있다. 현재 서울 광진구에서 거주하며 그림책을 작업중이다.

## 커리어
첫 그림책 《엄청난 눈》은 2021년 볼로냐 오페라 프리마 부문 스페셜 멘션을 수상하였다.이 상은 신인 작가의 첫 책에 수여하는 상이라 매우 의미있는 상이다. 또한 2023 IBBY Silent Books 한국후보작으로 선정되었다. 《도시비행》으로 2022년 볼로냐 올해의 일러스트레이터로 선정되었고, 그 이듬해 정식 출간되었다. 2022년 출간된 《빛을 찾아서》로 2023 Biennial of Illustrations Bratislava Korea로 노미네이트되었다. 또한 2023 Nami Concours Shortlisted illustrator로 선정되었다. 2022년 출간된 《얘들아 놀자》는 2023년 Bologna Ragazzi The BRAW Amazing Bookshelf에 선정되어 전시되었다. 이 전시는 볼로냐 아동도서전에서 그 해 처음으로 출품된 작품들 중 우수한 100권의 책을 선정한 것이다. 또한 그는 2023년 볼로냐 아동도서전 Italina Excellence Contest에서 30명의 위너 중 1명으로 선정되었다. 2024년 대한민국 그림책상 픽션부문 대상을 수상하였다. 그는 그림책 작업 외에도 의류브랜드 Benetton Kids와 협업하여 옷의 일러스트에 참여하기도 하였다.

## 스타일
박현민은 독창적인 연출이 돋보이는 작품들을 선보이고 있다. 그의 작품들은 여백을 잘 활용한다. 그는 빈 공간인 여백을 통해 독자 스스로가 각자의 자신만의 이야기를 만들어가기를 바란다. 《엄청난 눈》에서는 흰 여백을 통해 흰 눈을 상상하게 하고 《얘들아 놀자》에서는 검은 여백을 통해 어둠 속 독자가 많은 것을 상상하게 한다. 그는 빈 공간을 각자의 틀로 바라보는 요인 중 하나가 시선의 방향이라 생각한다. 따라서 그는 줌인, 줌아웃, 롱샷, 로우샷 등 시선의 방향을 이동하며 공간의 깊이를 만들어낸다. 《빛을 찾아서》에서는 도시 공간의 다양한 구도를 은색, 금색, 군청색을 통해 시선을 다각화하고 있다. 《도시비행》에서는 텍스트뿐만 아니라 1인칭 시점의 그림을 사용해 민들레의 시선을 독자가 함께 따라가게 한다. 그는 책을 넘기는 방향을 바꾸어서 프레임을 다르게 활용하는 방법을 사용한다. 《엄청난 눈》과 《얘들아 놀자》의 읽기의 방향을 책장을 위로 넘기는 방식을 취했다. 이에 따라 위에서 아래로 읽어내려가며 자연스럽게 시선이 아래로 흐르며 공간의 깊이감을 더 느끼게 한다.

## 주요작품
- 2020 엄청난 눈, 달그림

- 2021 얘들아놀자, 달그림
- 2022 빛을 찾아서, 달그림
- 2023 도시비행, 창비
- 2023 하얀개, 달그림
- 2024 진정한 친구가 되는법, 창비
- 2024 개굴개굴 고래고래, 국립아시아문화전당재단
- 2024 엄청난 소똥구리, 웃는땅콩어린이재단

## 수상
- 2021 볼로냐 라가치 오페라 프리마 부문 스페셜 멘션 - 엄청난 눈

- 2022 Winning illustrator Bologna Book Fair Illustrators Exhibition - 도시비행[4]
- 2023 Bologna Ragazzi The BRAW Amazing Bookshelf - 얘들아 놀자[6]
- 2023 Nami Concours Shortlisted illustrator - 빛을 찾아서[5]
- 2023 Bologna Children's Book Fair Italian Excellence winner[7]
- 2024 대한민국 그림책상 픽션부문 대상[8]

## 활동[15]
- 2022 Bologna Illustrators Exhibition in Japan
- 2022 Itabashi Art Museum(tokyo)
- 2022 City Otani Memorial Art Museum(Hyogo)
- 2022 Nagano Art  Museum (Ishikawa)
- 2022 Ota Art Museum and Library (Gumna)
- 2022 Bologna Illustrators Exhibition in Korea
- 2023 Seoul Art Centre Hangaram Museum
- 23SS Benetton Kids fashion 콜라보레이션